# 维希—里永铁路
维希－里永铁路（法語：Ligne de Vichy à Riom）是法国的一条铁路，起于维希站，与圣日耳曼代福塞－达尔萨克铁路连接；终点为里永-沙泰勒吉永站，与圣日耳曼代福塞－尼姆铁路连接，全长41公里，在法国铁路系统中的编号为787000。

## 历史
维希－里永铁路的修建计划于1905年提出，1931年，维希－里永铁路全线竣工并投入运营。1938年，该铁路由法国国营铁路公司接管。1990年，该铁路完成的全线的电气化改造。
该铁路是巴黎至克莱蒙费朗城际列车线路的一部分。

## 路线
维希－里永铁路自维希站向西南引出，跨越阿列河，径直到达里永，与圣日耳曼代福塞－尼姆铁路并轨。

### 车站列表
| 维希－里永铁路车站列表                                                                          |         | |                                     |                  |
| 车站**                                                                                          | 公里数* | 交汇路线                                                                                              | 本线停靠车种                        | 可换乘交通       |
| Vichy 维希站                                                                                    | 364.929 | 圣日耳曼代福塞－达尔萨克铁路（圣日耳曼代福塞方向）↑ 圣日耳曼代福塞－达尔萨克铁路（达尔萨克方向）↘     | Intercités TERAuvergne- Rhône-Alpes | MOBIVIe          |
| Saint-Sylvestre-Pragoulin 圣西尔韦斯特-普拉古兰站                                               | 374.826 | |                                     |                  |
| Randan 朗当站                                                                                   | 380.376 | |                                     |                  |
| Ennezat - Clerlande 埃讷扎-克莱尔朗德站                                                         | 397.137 | |                                     | 里永城市公共交通 |
| Riom - Châtel-Guyon 里永-沙泰勒吉永站                                                           | 405.511 | 圣日耳曼代福塞－尼姆铁路（加纳/圣日耳曼代福塞方向）↖ 圣日耳曼代福塞－尼姆铁路（克莱蒙费朗/尼姆方向）↓ | Intercités TERAuvergne- Rhône-Alpes | 里永城市公共交通 |
| *注：零公里起点为巴黎-里昂火车站； **注：划线车站为已关闭车站，部分完全废弃的车站不在此表中显示 |         | |                                     |                  |